# Coracina papuensis
El oruguero papúa (Coracina papuensis) es una especie de ave paseriforme de la familia Campephagidae. Se encuentra ampliamente distribuida en Indonesia, Papúa Nueva Guinea, Australia y las islas Salomón.

## Subespecies
Se han descrito las siguientes subespecies:
- Coracina papuensis melanolora
- Coracina papuensis papuensis
- Coracina papuensis intermedia
- Coracina papuensis oriomo
- Coracina papuensis angustifrons
- Coracina papuensis louisiadensis
- Coracina papuensis ingens
- Coracina papuensis sclaterii
- Coracina papuensis perpallida
- Coracina papuensis elegans
- Coracina papuensis eyerdami
- Coracina papuensis timorlaoensis
- Coracina papuensis hypoleuca
- Coracina papuensis apsleyi
- Coracina papuensis artamoides
- Coracina papuensis robusta